# 요시찰
요시찰은 한국에서 제작된 김성한 감독의 2021년 코미디 영화이다. 오달수 등이 주연으로 출연하였고 권중목 등이 제작에 참여하였다.

## 출연

### 주연
- 오달수 : 신 역
- 아키라 : 범구 역
- 김정욱 : 목사 역
- 김승환 : 재벌 2세 역

### 조연
- 최창균 : 교도관 역
- 강경모 : 게이 역
- 최민석 : 사형수 역
- 류영찬 : 약쟁이 역
- 박수환 : 재벌 2세 오른팔 역

### 단역
- 김영건 : 소지 역
- 이종구 : 구매 역
- 김형수 : 재벌 2세의 아버지 역
- 신연수 : 법구의 딸 역
- 김희원 : 법구의 딸 역
- 윤이레 : 법구의 딸 역
- 이용우 : 교도관 2 역
- 박채빈 : DJ 나레이션 / 여자친구 사진 역
- 김수진 : 간호사 역

## 제작진
- 각색: 김성한
- 프로듀서: 권문선
- 프로듀서: 윤정
- 조명: 박민우
- 조명: 이범
- 연출부: 이채
- 연출부: 이용우
- 연출부: 임지성
- 연출부: 이정미
- 연출부: 성예은
- 연출부: 박환영
- 연출부: 안세인
- 연출부: 정태성
- 조감독: 진태훈
- 동시녹음: 한병진
- 붐오퍼레이터: 박재훈
- 믹싱: 김준우
- 미술: 정현용
- 특수효과: 권형록
- 시각효과: 정명훈
- 분장: 정현수
- 홍보: 이진주
- 포스터 사진: 박성진
- 배급총괄: 고주환
- 배급지원: 이진주
- 매니저부문: 오지석